# Dons
Dons, pseudonimo di Artūrs Šingirejs (Brocēni, 10 aprile 1984), è un cantante lettone.
Ha rappresentato la Lettonia all'Eurovision Song Contest 2024 con Hollow.

## Biografia
Nato a Brocēni da padre bielorusso e madre lettone, ha studiato pianoforte presso la Saldus mākslas skola, dedicandosi successivamente all'arte culinaria, per poi focalizzarsi sulla musica.
Salito alla ribalta nel 2003 in seguito al suo trionfo a Talantu fabrikā, ha pubblicato nel corso dell'anno seguente l'album in studio congiunto con Lily Viens otram, che ha prodotto il successo radiofonico Just for You, candidato al principale riconoscimento musicale nazionale.
Ha poi lanciato la propria carriera da solista, mettendo in commercio i dischi Lights On, cantato interamente in inglese, e Lelle, in lettone. Quest'ultimo ha permesso al cantante di vincere il Zelta Mikrofons all'album rock dell'anno. Nel 2010 ha preso parte a Eirodziesma, il processo di selezione eurovisiva nazionale, classificandosi 2º con il pezzo Freedom Is My Religion. Ritenterà l'occasione per una seconda volta quattro anni dopo, eseguendo Pēdējā vēstule e non riuscendo tuttavia ad aggiudicarsi la vittoria. Nonostante ciò, la popolarità del brano ha valso all'artista due premi nell'ambito del Zelta Mikrofons.
A supporto dell'album Varanasi, certificato oro dalla Latvijas Izpildītāju un producentu apvienība per le oltre 5 000 vendite fisiche accumulate nell'arco di due mesi, l'artista ha dato al via ad una tournée estesa a sei date. Discorso simile per Tepat, disco uscito nel 2016 per il quale l'interprete ha tenuto due concerti presso la Arena Riga.
A febbraio 2018 è stato reso disponibile Namiņš. Kaste. Vārdi, che si è fermato al 2º posto nella classifica degli album nazionale, mentre la traccia Salauzta sirds, in collaborazione con Ozols, si è posizionata in top five nella hit parade dei singoli.
Nell'agosto 2021 ha iniziato a lavorare per il gruppo locale dell'Universal; il primo singolo uscito sotto l'etichetta è stato Tas rakstīts debesīs.
Nel gennaio 2024 è stato confermato fra i quindici partecipanti a Supernova 2024, evento che ha selezionato il rappresentante della Lettonia all'Eurovision Song Contest, dove ha presentato l'inedito Hollow. Dopo aver superato la semifinale del 3 febbraio 2024, ha ottenuto il maggior numero di punti anche nella serata finale del successivo 10 febbraio, diventando di diritto il rappresentante eurovisivo lettone a Malmö. Hollow, certificato doppio platino dalla LaIPA, ha scalato la Latvijas straumētāko singlu fino al 5º posto, mentre la versione lettone del brano si è fermata al 12º. Dons è anche riuscito ad accedere in finale, concludendo al 7º posto la seconda semifinale. La Lettonia è così tornata nell'ultimo atto dell'Eurovision dopo otto anni di assenza. Nella finale di sabato 11 maggio, il lettone ha guadagnato 64 punti, chiudendo al 16º posto.
Nell'agosto 2024 è avvenuta la pubblicazione del nono LP, dal titolo Laiks. Nel febbraio 2025 è stato candidato per cinque premi Gamma, tra cui quello all'artista maschile dell'anno; alla cerimonia, si è portato a casa il premio di solista maschile dell'anno e hit dell'anno per Hollow.

## Discografia

### Da solista

#### Album in studio
- 2006 – Lights On
- 2008 – Lelle
- 2013 – Signāls
- 2014 – Varanasi
- 2015 – Sibīrija
- 2016 – Tepat
- 2018 – Namiņš. Kaste. Vārdi
- 2020 – Tūrists
- 2024 – Laiks

#### Album video
- 2014 – Koncertieraksts Dons Varanasi
- 2017 – Dons. Tepat. Koncerts arēnā Rīga

#### Singoli
- 2017 – Pa ceļam
- 2017 – Zelta kamanas
- 2019 – Es nāktu mājās
- 2019 – Lūdzu vēl neaizej
- 2020 – Ilgoties man nesanāk
- 2020 – Tūrists
- 2020 – Mans eņģelis
- 2021 – Piedošana
- 2021 – Tas rakstīts debesīs
- 2022 – Tavs pieskāriens
- 2022 – Brīnišķīga diena
- 2023 – Lauzto šķēpu karaļvalsts/Hollow
- 2024 – Sāp/Dark

### Dons un Lily
- 2004 – Viens otram